# All Star Sessions
All Star Sessions è un album di Gene Ammons, pubblicato dalla Prestige Records nel 1956.

## Tracce
Lato A
1. Woofin' and Tweetin' – 13:00 (Art Farmer) – Registrato il 15 giugno 1955 al Van Gelder Studio, Hackensack (New Jersey)
2. Juggernaut – 10:00 (Gene Ammons) – Registrato il 15 giugno 1955 al Van Gelder Studio, Hackensack (New Jersey)

Lato B
1. Blues up and Down – 2:35 (Gene Ammons, Sonny Stitt) – Registrato il 5 marzo 1950 a New York
2. You Can Depend on Me – 2:45 (Charles Carpenter, Louis Dunlap, Earl Hines) – Registrato il 5 marzo 1950 a New York
3. Stringin' the Jug – 5:00 (Gene Ammons) – Registrato il 28 ottobre 1950 a New York
4. New Blues up and Down – 5:15 (Gene Ammons, Sonny Stitt) – Registrato il 31 gennaio 1951 a New York

Edizione CD del 1993, pubblicato dalla Original Jazz Classics Records
1. Woofin' and Tweetin' – 15:05 (Art Farmer)
2. Juggernaut – 10:28 (Gene Ammons)
3. Blues up and Down (Take 3) – 2:39 (Gene Ammons, Sonny Stitt)
4. Blues up and Down (Take 1) – 1:28 (Gene Ammons, Sonny Stitt)
5. Blues up and Down (Take 2) – 2:23 (Gene Ammons, Sonny Stitt)
6. You Can Depend on Me (Take 1) – 2:50 (Charles Carpenter, Louis Dunlap, Earl Hines)
7. You Can Depend on Me (Take 2) – 2:50 (Charles Carpenter, Louis Dunlap, Earl Hines)
8. Stringin' the Jug – 5:05 (Gene Ammons)
9. New Blues up and Down – 5:07 (Gene Ammons, Sonny Stitt)
10. Bye Bye – 3:02 (Jimmy Mundy)
11. When I Dream of You – 2:55 (Charles Carpenter, Earl Hines)
12. A Lover Is Blue – 2:46 (Charles Carpenter, Jimmy Mundy, Trummy Young)

- Brani – 1 e 2, registrati il 15 giugno 1955 al Van Gelder Studio di Hackensack (New Jersey)
- Brani – 3, 4, 5, 6, 7 e 10, registrati il 5 marzo 1950 a New York
- Brani – 8, 11 e 12, registrati il 28 ottobre 1950 a New York
- Brano – 9, registrato il 31 gennaio 1951 a New York

## Musicisti
Brani A1 e A2
- Gene Ammons – sassofono tenore
- Lou Donaldson – sassofono alto
- Art Farmer – tromba
- Freddie Redd – pianoforte
- Addison Farmer – contrabbasso
- Kenny Clarke – batteria

Brani B1 e B2
- Gene Ammons – sassofono tenore
- Sonny Stitt – sassofono tenore, baritono sassofono
- Duke Jordan – pianoforte
- Tommy Potter – contrabbasso
- Jo Jones – batteria

Brano B3 e brani CD – 8, 11 e 12
- Gene Ammons – sassofono tenore
- Sonny Stitt – sassofono tenore
- Junior Mance – pianoforte
- Gene Wright – contrabbasso
- Wes Landers – batteria

Brano B4
- Gene Ammons – sassofono baritono
- Sonny Stitt – sassofono tenore
- Billy Massey – tromba
- Chippy Outcalt – trombone
- Charlie Bateman – pianoforte
- Gene Wright – contrabbasso
- Art Blakey – batteria
- Larry Townsend – voce